# Oeneis elwesi
Oeneis elwesi är en fjärilsart som beskrevs av Otto Staudinger 1901. Oeneis elwesi ingår i släktet Oeneis och familjen praktfjärilar. Inga underarter finns listade i Catalogue of Life.